# Das älteste Gewerbe der Welt
Das älteste Gewerbe der Welt ist ein sechsteiliger, deutsch-französisch-italienischer Episodenfilm aus dem Jahr 1966. Regie führten Franco Indovina, Mauro Bolognini, Philippe de Broca, Michael Pfleghar, Claude Autant-Lara und Jean-Luc Godard.

## Handlung
Sechs Regisseure aus Italien, Frankreich und Deutschland haben sich des Themas „käufliche Liebe“ im Laufe der Menschheitsgeschichte angenommen. Die Entwicklung der Prostitution wird in sechs Zeitaltern, die insgesamt 4000 Jahre umfassen, betrachtet.

### Erste Episode: „2000 Jahre vor Christi“
In vorgeschichtlichen Zeiten kommt eines Tages ein junger Händler in ein Dorf, dem alle jungen, hübschen Mädchen verfallen, auch die attraktive Brit. Doch der Fremde will nichts von ihr wissen. In ihrer Verzweiflung fragt Brit den Höhlenmaler der Siedlung um Rat. Dieser verspricht ihr zu helfen. Der Maler mischt mehrere Farben an und trägt diese vorsichtig auf Brits Gesicht auf – das Make-up ist erfunden. Brits Gesichtsveränderung hat umwerfende Wirkung, der junge Händler ist, wie alle anderen Männer auch, plötzlich Feuer und Flamme für das Mädchen. Nun aber beginnt sie sich zu zieren und überlegt, ob man mit diesem neuen Begehren, das ihr die Männer entgegenbringen, nicht auch so manch gutes Geschäft machen könnte. Brit lässt sich von nun an von jedem Mann beschenken, dem sie ihre Gunst erweist und mit dem sie das Lager teilt. Die Prostitution ist geboren.

### Zweite Episode: „Römische Nächte“
Im alten Rom rund um das Jahr 300 ist das sexuelle Verlangen zwischen Kaiser Flavius und seiner Gattin Domitilla längst erloschen. Jeder Tag verläuft gleich: regieren, festlich tafeln, anschließend ausgiebige Badefreuden. Danach geht’s ins Bett … doch dort passiert nichts. Doch nachdem Domitilla eingeschlafen ist, steht Flavius wieder auf, wirft sich, um nicht erkannt zu werden, in schäbige Klamotten, schleicht aus dem Palast und geht des Nächtens auf Freiersfüßen, um sich von der Damenwelt in spätrömischer Dekadenz so richtig verwöhnen zu lassen. In seinem Stammbordell preist die Puffmutter einen „Neuzugang“ an, der es in sich haben soll. Eine hochpreisige, orientalische Kurtisane hat es ihm angetan. Flavius kauft sich eine Liebesnacht mit ihr und muss feststellen, dass es sich dabei um seine eigene Frau, die Kaiserin, handelt. Dennoch haben beide ihr Vergnügen; denn ein anderes Bett, ein anderes Haus und ein anderes Ambiente lassen auch neue Lust aufkommen.

### Dritte Episode: „Mademoiselle Mimi“
Frankreich kurz nach 1789. Da Köpfe für den Sieg der Revolution rollen sollen, hat der Scharfrichter gut zu tun. Auf dem Weg zu seinem Arbeitsplatz befriedigt ihn die Prostituierte Mimi regelmäßig in der Kutsche. Von ihrem Zimmerchen hat sie einen wortwörtlichen Logenblick auf das blutige Geschehen auf dem Hof, wo das Fallbeil im Akkord heruntersaust. Im Volksmund wird die Hure bereits „Mimi la Guillotine“ genannt. Als sie eines Tages von der Arbeit in ihr Appartement zurückkehrt, wartet dort bereits ein junger Bursche, der sich Philibert nennt und von sich behauptet, dass er Künstler sei. Doch der ist mitnichten auf Lustgewinn zwischen ihren Beinen aus, vielmehr will sich der Neffe eines Marquis ihren Logenplatz sichern. Mimi ist mehr als verwundert und schickt den attraktiven und durch das anstehende Erbe seines verblichenen Onkels auch noch vermögenden Jungspund, der in ihren Augen ein interessanter zukünftiger Kunde sein könnte, erst wieder aus dem Zimmer, als der nächste Freier zu seinem Recht kommen will. Auf der Straße trifft Philibert einen Freund, mit dem er offensichtlich eine Wette laufen hatte, denn er sagt, dass er bei der Hure Mimi rein gar nichts bezahlen musste und dennoch zu seinem Vergnügen gekommen sei.

### Vierte Episode: „Fräulein Nini“
Berlin zur Zeit der Belle Epoque, kurz vor der Jahrhundertwende. Die Hure Nini ist vernarrt in Kaiser Wilhelm II., aber nur, weil sein Konterfei auf dem 1000-Mark-Schein prangt. Daher hält sie in ihrem Stammlokal ganz bewusst nach einem älteren, vermögend wirkenden Herrn Ausschau, in der Hoffnung, seine Majestät in Form dieser Banknote bald ihr eigen nennen zu können. Ihr „Opfer“ heißt Eduard und ist, ganz Ninis Beuteschema, offensichtlich vermögend. Man geht in seine Wohnung, und es kommt zum Geschlechtsakt. Während Eduard anschließend selig in seinem Bett schlummert, durchstöbert Nini seine Sachen und kassiert für ihre Liebesdienste ungefragt gleich zwei Kaiser-Wilhelms. Sie will sich gerade aus dem Staub machen, da fällt ihr Eduards Visitenkarte vor die Füße. Dieser entnimmt sie nicht nur, dass ihr Freier Besitzer des größten Berliner Bankhauses ist, sondern auch noch den pompösen Titel „Baron von Hannover“ trägt. Nini überlegt es sich anders … und bleibt. Als Eduard sie am nächsten Tag für ihre Dienste bezahlen will, sagt sie ihm, dass sie sein Geld nicht annehmen wolle, da sie sich ernsthaft in ihn verliebt habe. Nini fragt Eduard nach seinem Beruf, doch der druckst herum. Daraufhin sagt Nini ihm auf den Kopf zu, dass sie glaube, dass er ein ganz armer Schlucker sei, und gibt ihm die bislang von ihm noch nicht vermissten 2000 Mark zurück, nicht ohne Eduard zu sagen, dass sie ihn bezahlen möchte, zumal er das Geld ja wohl dringender benötige als sie. Der Baron staunt nicht schlecht und glaubt, eine wahre Madonna, eine Heilige vor sich zu haben. Für Nini aber wird sich der Nicht-Gewinn von zwei Kaiser-Wilhelms allemal bezahlt machen, hat sie doch nunmehr echte Chancen, die nächste Frau Baronin zu werden.

### Fünfte Episode: „Die Amazonen heute“
Paris zur Jetztzeit, also rund um das Jahr 1966. Catherine ist eine motorisierte Bordsteinschwalbe, die sich ihre Kunden mit ihrem 65-PS-Auto von der Straße aufliest, eine Amazone von heute. Mit ihrem fahrenden Puff, so glaubt Catherine, hält sie sich den Ärger mit der Sitte vom Hals, anders als wenn sie auf der Straße auf ihre Kunden warten würde. Ihre Chefin und zugleich beste Freundin Dana sorgt dafür, dass ihr die Polizei nicht auf den Pelz rückt. Doch eines Tages findet die Verkehrspolizei ihr Geheimnis vom fahrenden Bordell heraus und verbietet diese „Unternehmung“. Doch die beiden Frauen lassen sich etwas einfallen und wechseln kurzerhand den fahrbaren Untersatz – gegen einen Krankenwagen. In ihm hat man viel mehr Platz, und für ein Bett im Gefährt ist auch noch gesorgt.

### Sechste Episode: „Antizipation – Ein Wochenende auf der Erde im Jahr 2000“
Wir schreiben die Jahrtausendwende. Die Menschen haben den Weltraum erobert und fremde Planeten besiedelt. Zwischen den Planeten und Galaxien herrscht ein reger Reiseverkehr. Aus einer dieser Reisen von Galaxie 46 steigt Passagier 14, der Transitgast Demetrius, aus. Da es auf dem Weltraumbahnhof Paris Probleme mit seinem Anschlussflug gibt, lässt er sich in ein Hotel bringen und sucht sich im Angebot für jede Art von Vergnügungen ein Mädchen aus. Es ist die Hostess 703, ein Mädchen, das sich Natascha nennt, die aber nicht die physische Liebe beherrscht, sondern vielmehr die Gesten der Liebe – die Präsentation der Gefühle durch Worte. Doch diese Art Liebe ist Nick alias Demetrius von seiner Heimatgalaxie unbekannt. Er erlernt etwas Neues. Die nächste Frau Marlene spricht zwar, aber sie kennt Nataschas Gesten nicht, nur die physische Liebe. Schließlich entdeckt der Reisende auch die in Vergessenheit geratene Spielart der Liebe in Form eines Kusses und der tief empfundenen Zuneigung neu. Doch damit stößt er in dieser futuristischen Welt an die Grenze des Erlaubten, denn wahre Gefühle sind unter Strafe gestellt. Die Zeit und Welt dieser Epoche ist zum Alptraum aller Liebenden geworden.

## Produktionsnotizen
Das älteste Gewerbe der Welt entstand in verschiedenen Monaten des Jahres 1966 an Drehorten in Frankreich, Italien und der Bundesrepublik Deutschland (Episode mit Raquel Welch und Martin Held in Berlin). Der Film feierte am 6. April 1967 im Berliner Gloria-Palast Weltpremiere. Im mitproduzierenden Frankreich war der Film ab dem 21. April 1967 zu sehen, im mitproduzierenden Italien ab dem 19. Juli 1967. Zu den Chefarchitekten zählten Max Douy und Bernard Evein. Die deutschen Filmbauten schuf Herta Hareiter, die Kostüme für die deutsche Episode Helmut Holger. Dort hatte Wolfgang Kühnlenz die Produktionsleitung.

## Kritiken
Die Kritiken zu dem sechs Episoden umfassenden Streifen fielen weitgehend negativ aus. Lediglich die Qualität des letzten Beitrags, der von Jean-Luc Godard inszeniert wurde, fand allgemeine Anerkennung. Ausgerechnet Godards Episode Anticipation wurde jedoch vom Verleih nach der Premiere für den Kinoeinsatz in Deutschland herausgenommen.

„Sechs episodenhafte Varianten über das im Titel klar und deutlich ausgedrückte Thema. Fünf Episoden sollen in komischer Übertreibung der Unterhaltung dienen und enthalten zum Teil kräftige Frivolitäten, die sechste Episode (…) ist eine alptraumhafte Zukunftsvision. Ab 18 mit Vorbehalten.“

In Die Zeit war am 28. April 1967 zu lesen: „Fünfmal verfilmte Prostitution, fünfmal prostituierter Film. Die sechste Episode, die die fünf anderen dementierte, die von Jean-Luc Godard, ist sehr sehenswert, aber leider nicht zu sehen: Der Verleih hat sie abgeschnitten.“

„Jean-Luc Godard, möglicherweise der am wenigsten anzügliche Filmemacher der Welt, trägt die einzig wirklich lustige Episode zu "Das älteste Gewerbe der Welt" bei, ansonsten ist dies eine Nicht-Komödie in sechs Teilen über die Hurerei in den verschiedenen Zeitaltern (…) Mit Ausnahme von Godards Beitrag … ist dieser Film ein schmerzhaft unbeholfener Pfusch, hergestellt von einigen sonst interessanten Regisseuren wie Mauro Bolognini, Phillipe De Broca und Claude Autant-Lara. (…) Godards "Anticipation" jedoch ist sehr angenehm — eine Art fröhliche Fußnote zu seinem "Alphaville", gefilmt  in brillantem, kontrastarmen Schwarzweiß auf gold, rot, blau und schwarz.“

In kino.de heißt es zu Godards Episode: "Wieder kreist er um Prostitution als zentraler Metapher jeder, auch der utopischen Gesellschaft. Die Einheit von Körper und Geist ist in der entfremdeten Gesellschaft nicht möglich, daher gibt es käufliche Liebe. Die Zukunft sieht wie in “Alphaville” oder “Made in U.S.A.” immer wie die nur leicht vordatierte Gegenwart aus."
Im Lexikon des Internationalen Films steht geschrieben: „Die käufliche Liebe von der Steinzeit bis zur Gegenwart, von sechs Regisseuren mit plumpen Anzüglichkeiten in Wort und Bild vorgestellt. Ein Episodenfilm, der nur in Michael Pfleghars witzigem Beitrag "Fräulein Nini" einen für das Thema akzeptablen Stil findet.“